# Kraschowaner

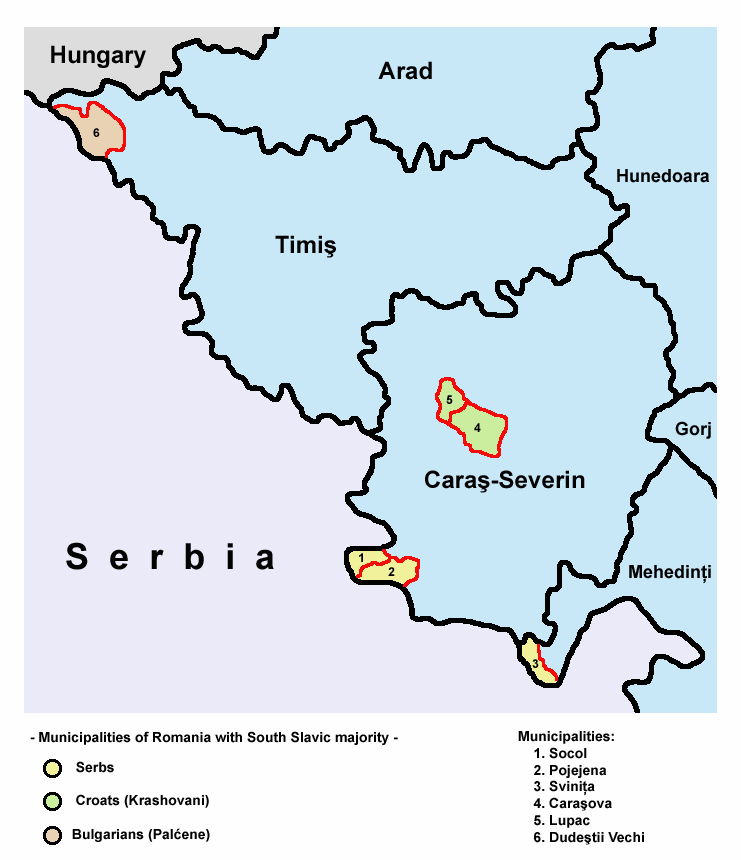
Siedlungsgebiet der Kraschowaner innerhalb des Kreises Caraș-Severin

Die Kraschowaner (kroat. Kraševani; auch Karašovani, Krašovanje, Karaševci oder Koroševci genannt; kyrillische Schreibweise Крашовани; engl. Krashovani oder Krashovans; rum. Carașoveni, Cârșoveni, Cotcoreți oder Cocoși) sind eine südslawische Volksgruppe, welche sich in der Gegend um Carașova und anderen nahe gelegenen Ortschaften im Kreis Caraș-Severin in Rumänien (historische Region Banat) niedergelassen hat.

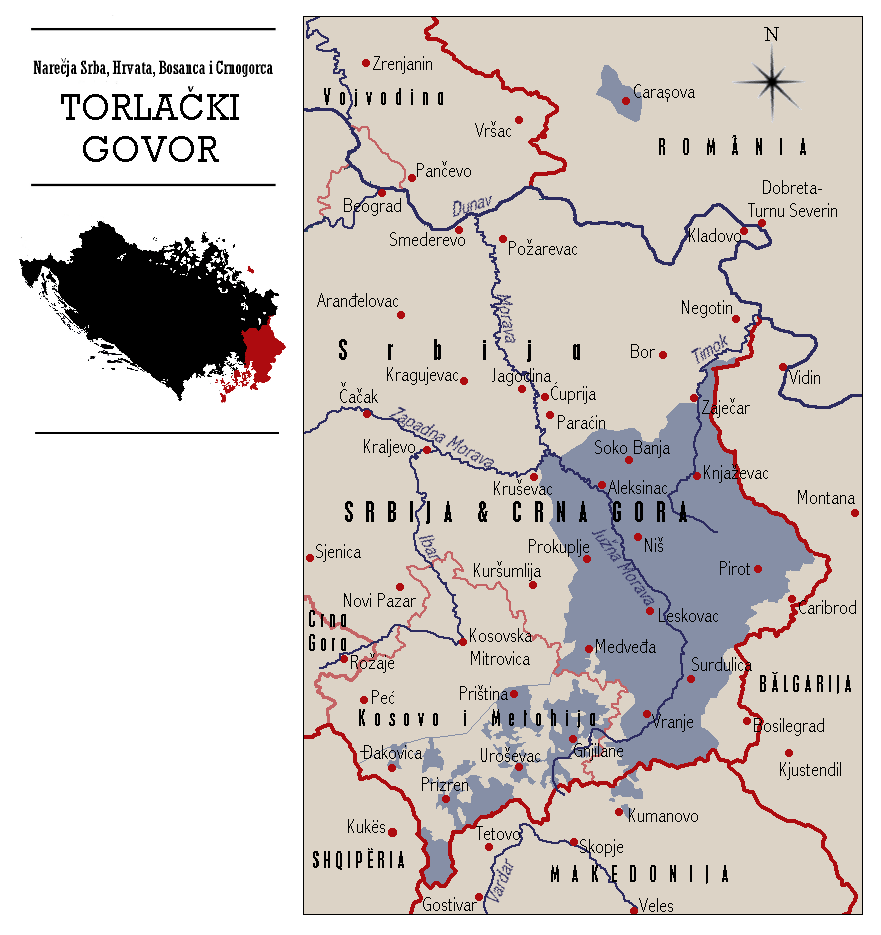
Die geographische Ausdehnung des Torlakischen Dialekts. Das Siedlungsgebiet der Kraschowaner bei Carașova ist abgebildet

Man schätzt die Bevölkerungszahl dieser Volksgruppe auf etwa 5.000 Personen. Bei der rumänischen Volkszählung von 2002 haben sich 207 Personen ihre Volkszugehörigkeit als „Kraschowaner“ angegeben (1992 waren es 2.775 Personen). Die Mehrzahl der Volksgruppenangehörigen identifiziert sich heute als Kroaten.
Die Kraschowaner sind in sieben Banater Ortschaften anzutreffen. Sie bilden eine Mehrheit in zwei Gemeinden des Kreises Caraș-Severin: in Carașova und Lupac. Die anderen fünf Dörfer sind Clocotici, Iabalcea, Nermed, Rafnic und Vodnic.

## Sprache und Religion
Die Sprache der Kraschowaner ist ein archaischer Dialekt des Südslawischen, der ansonsten lediglich im Gebiet von Ost- und Südserbien, Nordmazedonien, Bulgarien, im Kosovo und im Timok-Tal um die Stadt Zaječar erhalten blieb.
Die Kraschowaner sind römisch-katholischen Glaubens.